# 渡邉晃瑠
渡邉 晃瑠（わたなべ こーる、2000年4月6日 - ）は、日本の男子バレーボール選手である。英語名はコール・ホグランド（Cole Hogland）。

## 来歴
ハワイ州オアフ島出身。母の勧めで12歳の頃からバレーボールを始める。
イオラニ・スクールを経て、ハワイ大学に進学。
2018年、全米高校バレーボール選手ファビュラス50に選出された。
2019年、U23日本代表に選出され、第3回アジアU23選手権 (en) に出場した。ハワイ大学で5年間プレーした後の2023年、V.LEAGUE DIVISION1 MEN（V1男子）に所属する堺ブレイザーズ（現・日本製鉄堺ブレイザーズ）に入団した。入団1シーズン目となる2023-24シーズンにV1男子の試合に出場し、Vリーグデビューを果たした。
2024年、日本代表に選出された。

## 人物
- プロバスケットボール選手の渡邉飛勇は兄[6][8]。
- 高校時代までバスケットボールもプレーしており[8]、バスケットボールのほうが好きであったがバレーボールのほうが得意であったため大学からはバレーボールに専念した[9]。

## 球歴
- U23日本代表
  - アジアU23選手権 - 2019年 (en)
- 日本代表（2024年-）

## 受賞歴
- 2024年 - 2023-24 V.LEAGUE DIVISION1 MEN 最優秀新人賞

## 所属チーム
- イオラニ・スクール（2012-2018年）
- ハワイ大学（2018-2023年）
- 堺ブレイザーズ/日本製鉄堺ブレイザーズ（2023年-）